# Euphorbia polyacantha
Euphorbia polyacantha är en törelväxtart som beskrevs av Pierre Edmond Boissier. Euphorbia polyacantha ingår i släktet törlar, och familjen törelväxter. Inga underarter finns listade i Catalogue of Life.

## Bildgalleri

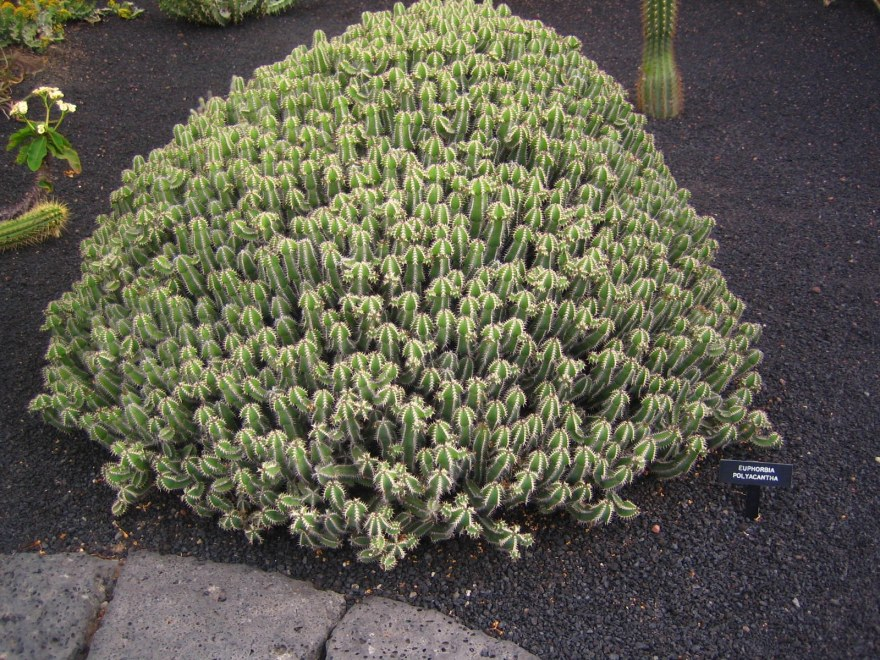
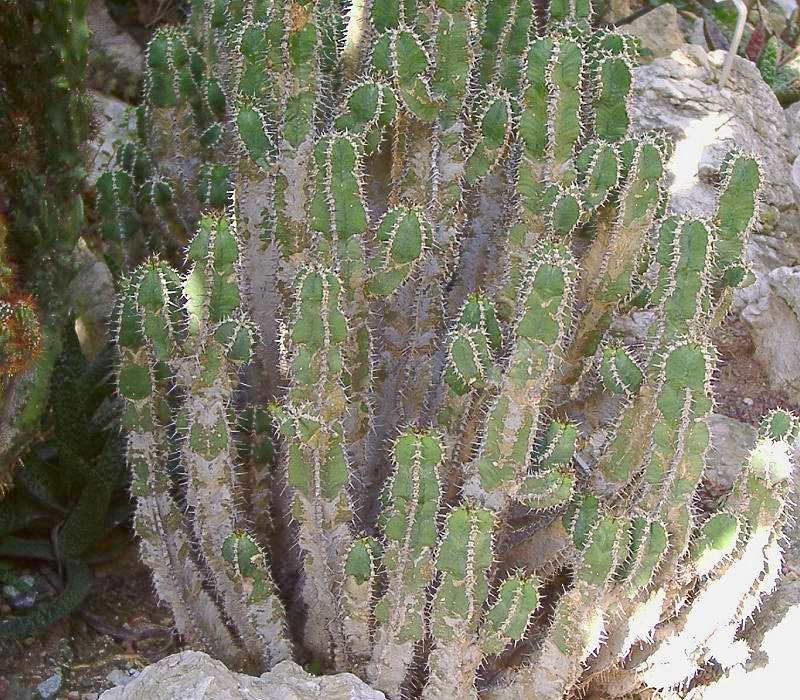
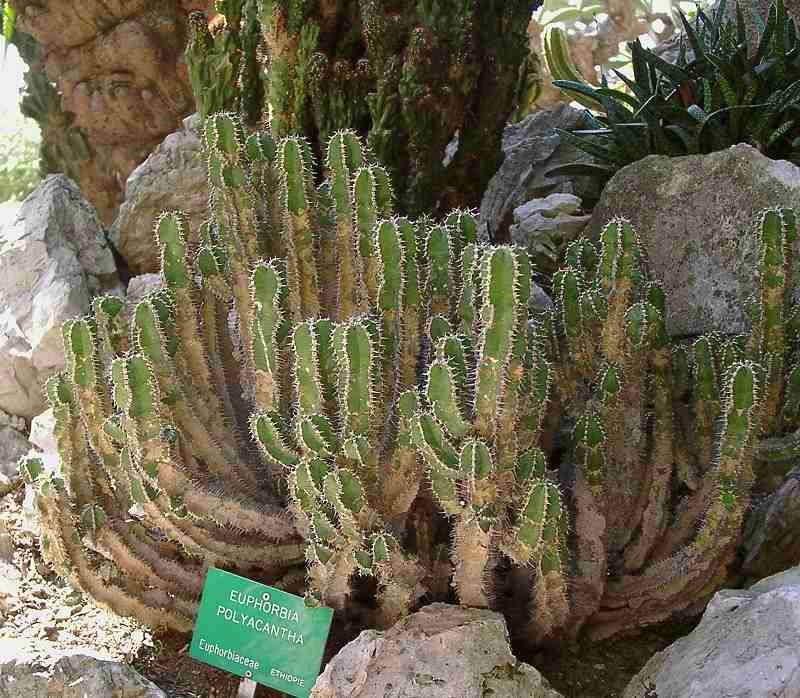
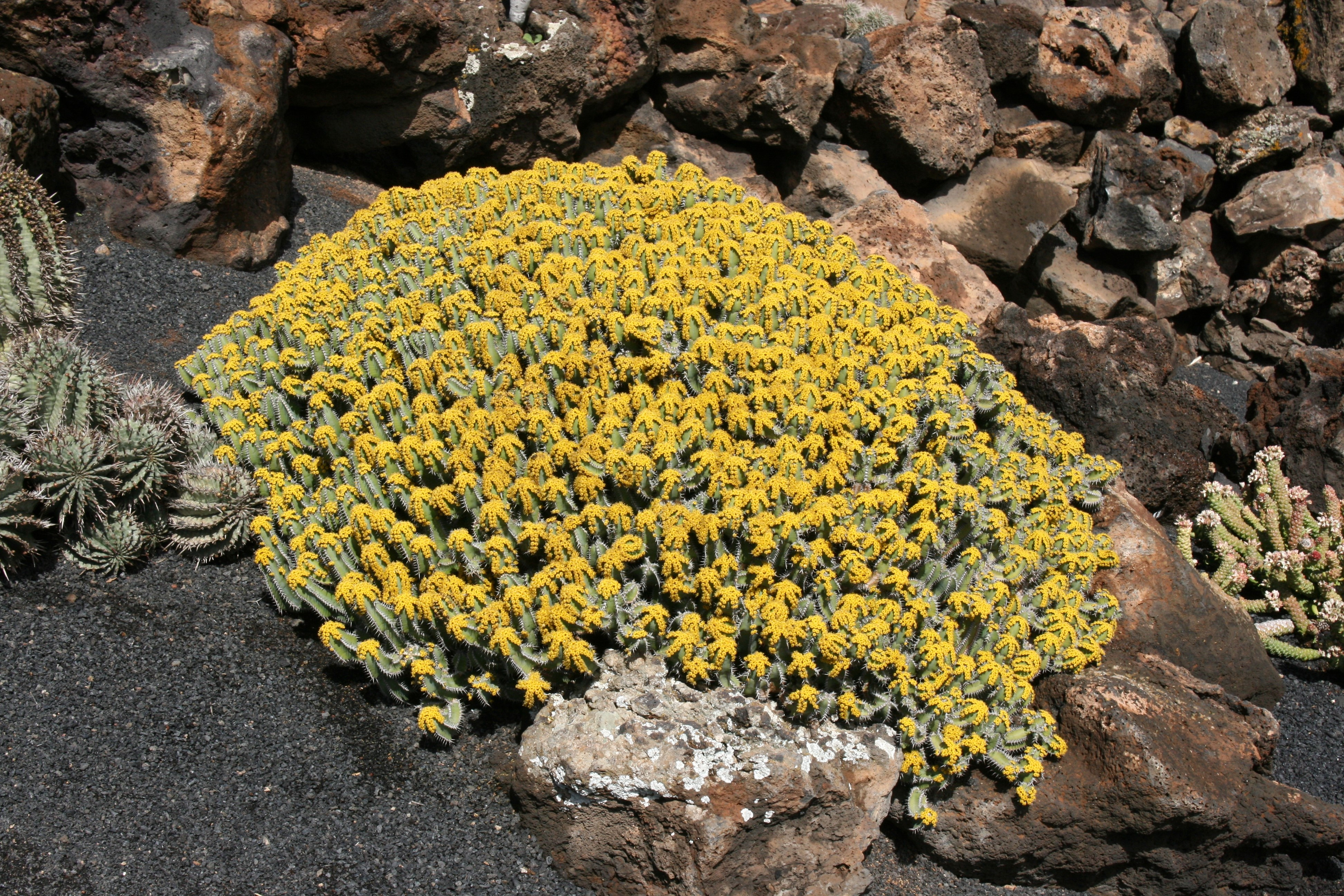